# Jos Compaan
Josephine Antoinette Compaan (conocida como Jos Compaan; 2 de julio de 1958-30 de diciembre de 2020) fue una deportista neerlandesa que compitió en remo. Fue madre de la también remera Karien Robbers.
Ganó una medalla de bronce en el Campeonato Mundial de Remo de 1986, en la prueba de cuatro scull.

## Palmarés internacional
| Campeonato Mundial | Campeonato Mundial       | Campeonato Mundial | Campeonato Mundial |
| Año                | Lugar                    | Medalla            | Prueba             |
| ------------------ | ------------------------ | ------------------ | ------------------ |
| 1986               | Nottingham (Reino Unido) | Medalla de bronce  | Cuatro scull       |